# قصيرات الذنب الحقيقية
قصيرات الذنب الحقيقية أو السلاطعين الحقيقية (الاسم العلمي:Eubrachyura) هي أصنوفة من القشريات تتبع رتيبة سباحيات الحمل من رتبة عشريات الأرجل.

## التصنيف
- متغايرات الثقوب
  - البطمونينات
    - البطمونات
      - البطموناوات
        - البطمون